# De Reiger
De Reiger is een windmolen bij de plaats Nijetrijne in het gebied Rottige Meente die gebouwd werd in 1871. De functie van de molen was poldermolen, maar nu heeft ze een woonbestemming. De andere molen in de Rottige Meente is De Rietvink.